# Villaseco del Pan
Villaseco del Pan är en kommun i Spanien.   Den ligger i provinsen Provincia de Zamora och regionen Kastilien och Leon, i den centrala delen av landet, 220 km nordväst om huvudstaden Madrid. Antalet invånare är 249. Arean är 34 kvadratkilometer.
Terrängen i Villaseco del Pan är platt.